# 博讷瓦勒 (上卢瓦尔省)
博讷瓦勒（法語：Bonneval，法語發音：[bɔnval]）是法国上卢瓦尔省的一个市镇，位于该省北部，属于布里尤德区。

## 地理
博讷瓦勒（45°18'42"N, 3°44'29"E）面积14.66 平方千米，位于法国奥弗涅-罗讷-阿尔卑斯大区上盧瓦爾省，该省份为法国中南部省份，北起多姆山省和卢瓦尔省，西接康塔爾省，南至洛泽尔省，东临阿尔代什省。
与博讷瓦勒接壤的市镇（或旧市镇、城区）包括：拉谢斯迪约、费利讷、瑞利扬日、马尔维耶尔、圣维克托叙阿尔朗、桑巴代勒。
博讷瓦勒的时区为UTC+01:00、UTC+02:00（夏令时）。

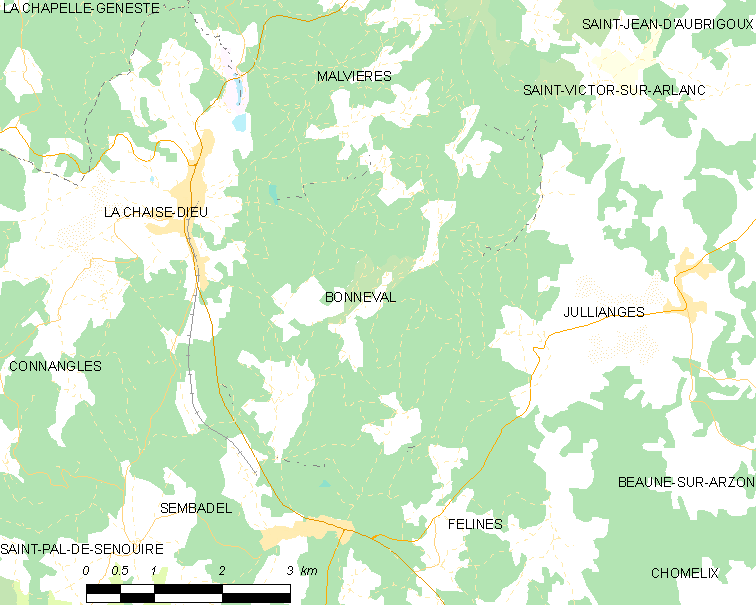
博讷瓦勒的OSM定位图

## 行政
博讷瓦勒的邮政编码为43160，INSEE市镇编码为43035。

## 政治
博讷瓦勒所属的省级选区为上沃莱花岗岩高原县。

## 交通
上卢瓦尔省省道D13线和D20线在境内交汇。

## 人口

1962-2008年间博讷瓦勒人口变化图示

博讷瓦勒于2022年1月1日时的人口数量为91人。